# Polyrhachis armata
Espèce
Polyrhachis armata est une espèce de fourmis de la sous-famille des Formicinae.

## Répartition
Cette espèce est relativement commune et se rencontre des Îles Andaman (Inde) et de l'Indochine, incluant la Birmanie, la Malaisie péninsulaire, Singapour, la Thaïlande, le Cambodge, le Laos et le Vietnam, jusqu'aux Philippines, le sud de Bornéo, Sumatra et Java (Indonésie) plus à l'Est.
Elle se rencontre également dans l'Est de l'Inde continentale, au Bengladesh et dans le sud de la Chine.
Certains auteurs la mentionne à Sulawesi, (Indonésie) et encore plus à l'Est vers la Papouasie mais d'autres ne l'identifie pas à l'Est de la ligne Wallace.

## Description

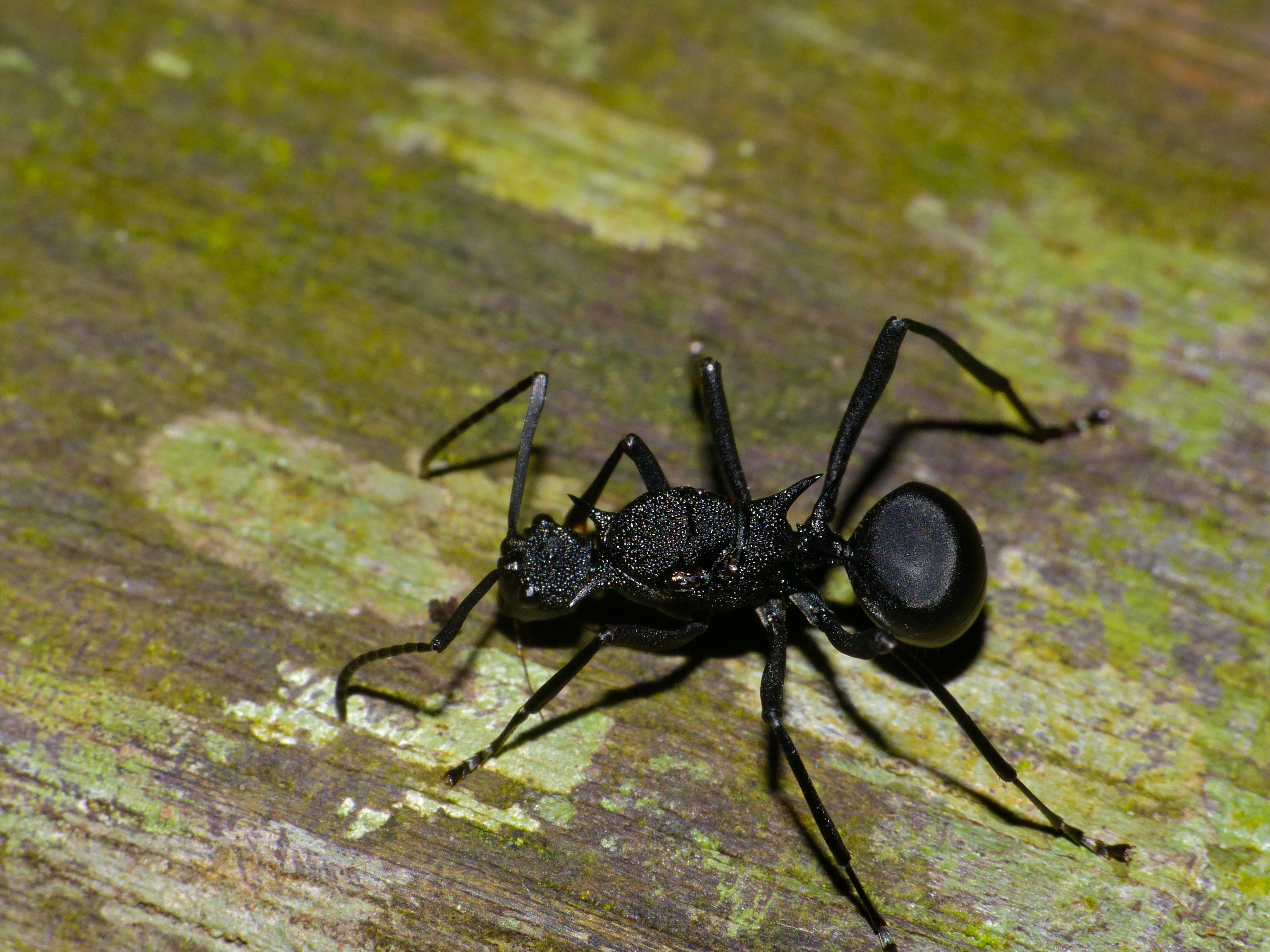
Polyrhachis armata

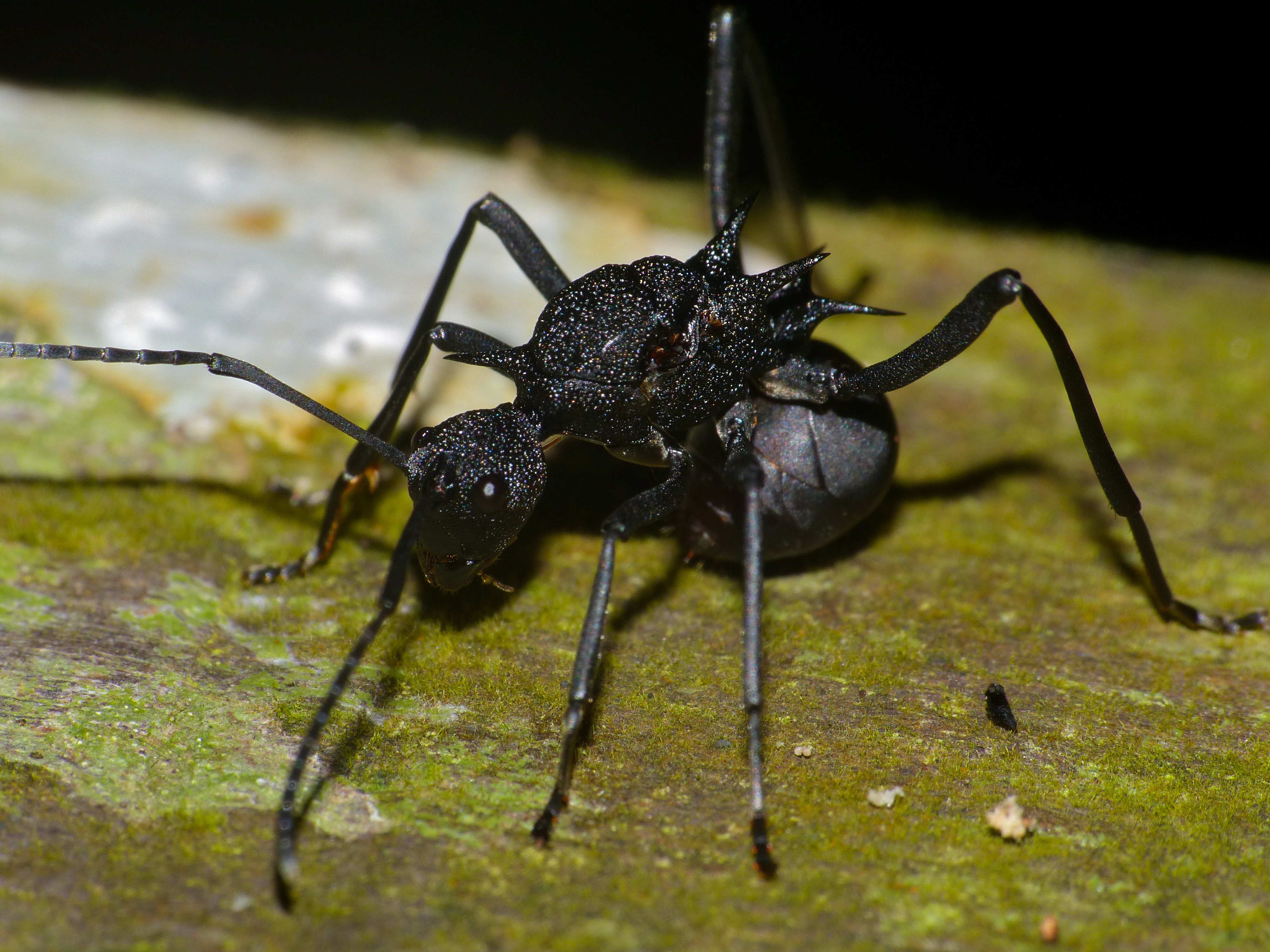
Polyrhachis armata

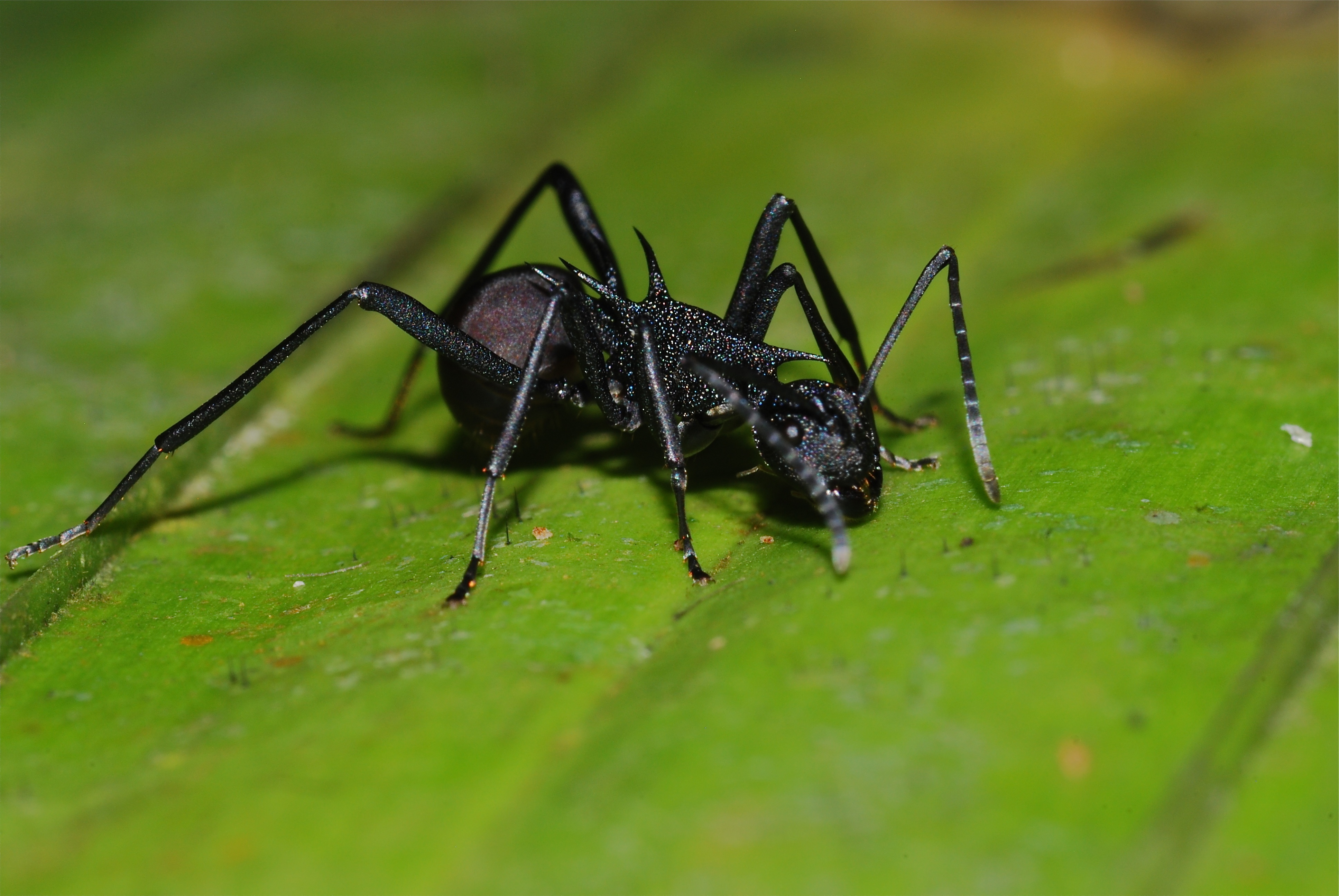
Polyrhachis armata

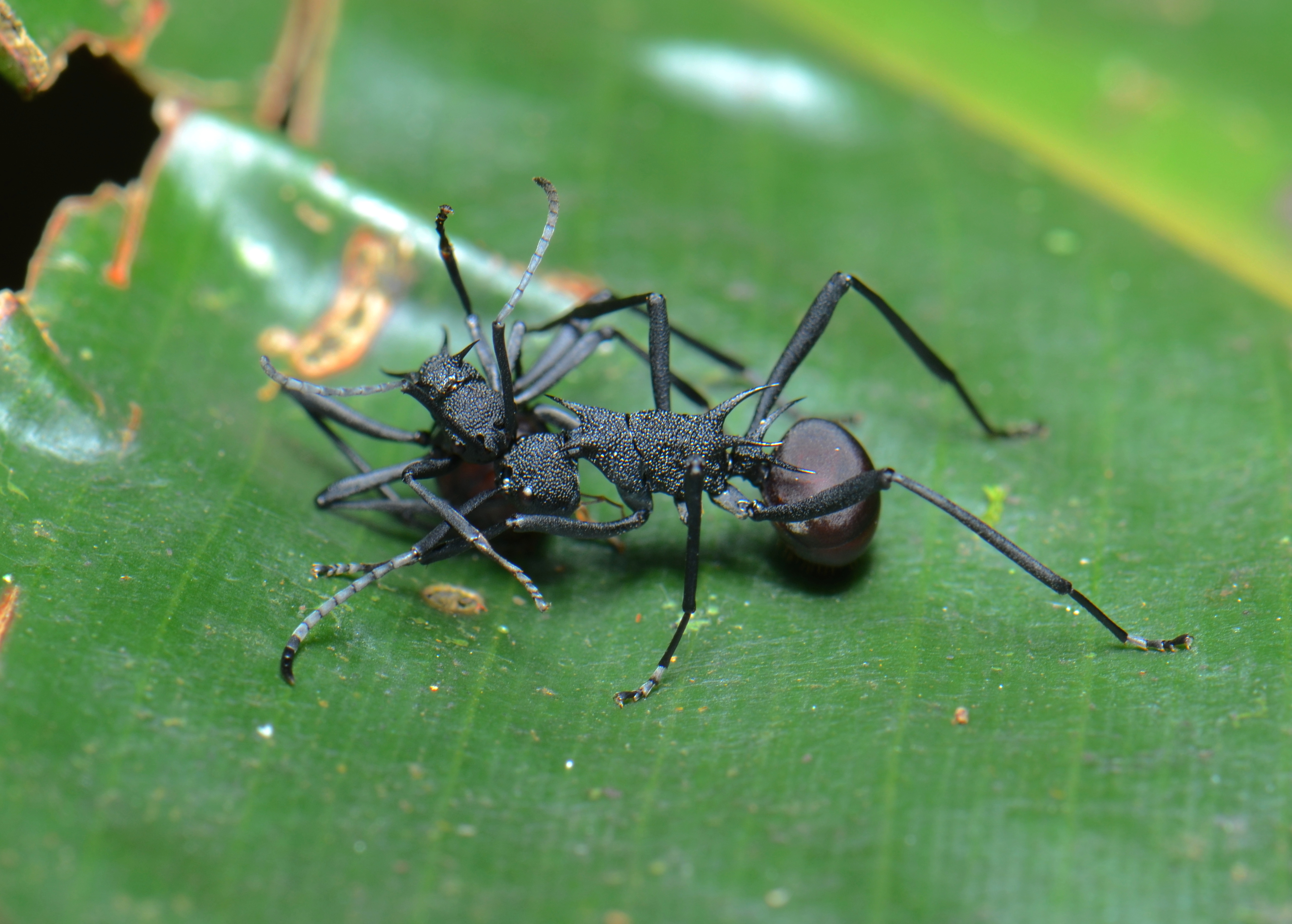
Polyrhachis armata

### Description des ouvrières
Le thorax est armé d'épines. Il est arrondi sur le dessus et les côtés ne sont pas marginés sur toute leur longueur. Le mésonotum est non armé. Le métanotum est armé d'épines. Les épines sur le métanotum ne sont pas recourbées. La partie basale du métanotum n'est pas marginée latéralement. La pubescence est clairsemée ou entièrement absente. Les épines du pétiole sont peu étendues et n'entourent pas l'abdomen. La tête, le thorax et l'abdomen sont noirs et non brillants. Le nœud du pétiole est cubique.
La tête, le mesosoma et le pétiole présentent une profonde et grossière rugosité en 
creux,.

### Description de la reine
La reine mesure environ 13 mm. 
Elle est entièrement noire à l'exception des ailes qui sont fauve. Le stigma et les nervures des ailes sont brun foncé. Les ailes dépassent largement de l'abdomen qui est lisse et très court.
Le corselet, lisse et fortement ponctué, est armé dans sa partie supérieure par deux longues épines tournées vers la tête et dans sa partie inférieure, deux autres épines sont orientées vers l'abdomen. L'écaille est triangulaire et terminée par deux épines longues qui font une fourche vers l'abdomen.

## Ethologie
Polyrhachis armata utilise les échanges d'information de Polyrhachis bihamata pour se procurer de la 
nourriture

### Maladies

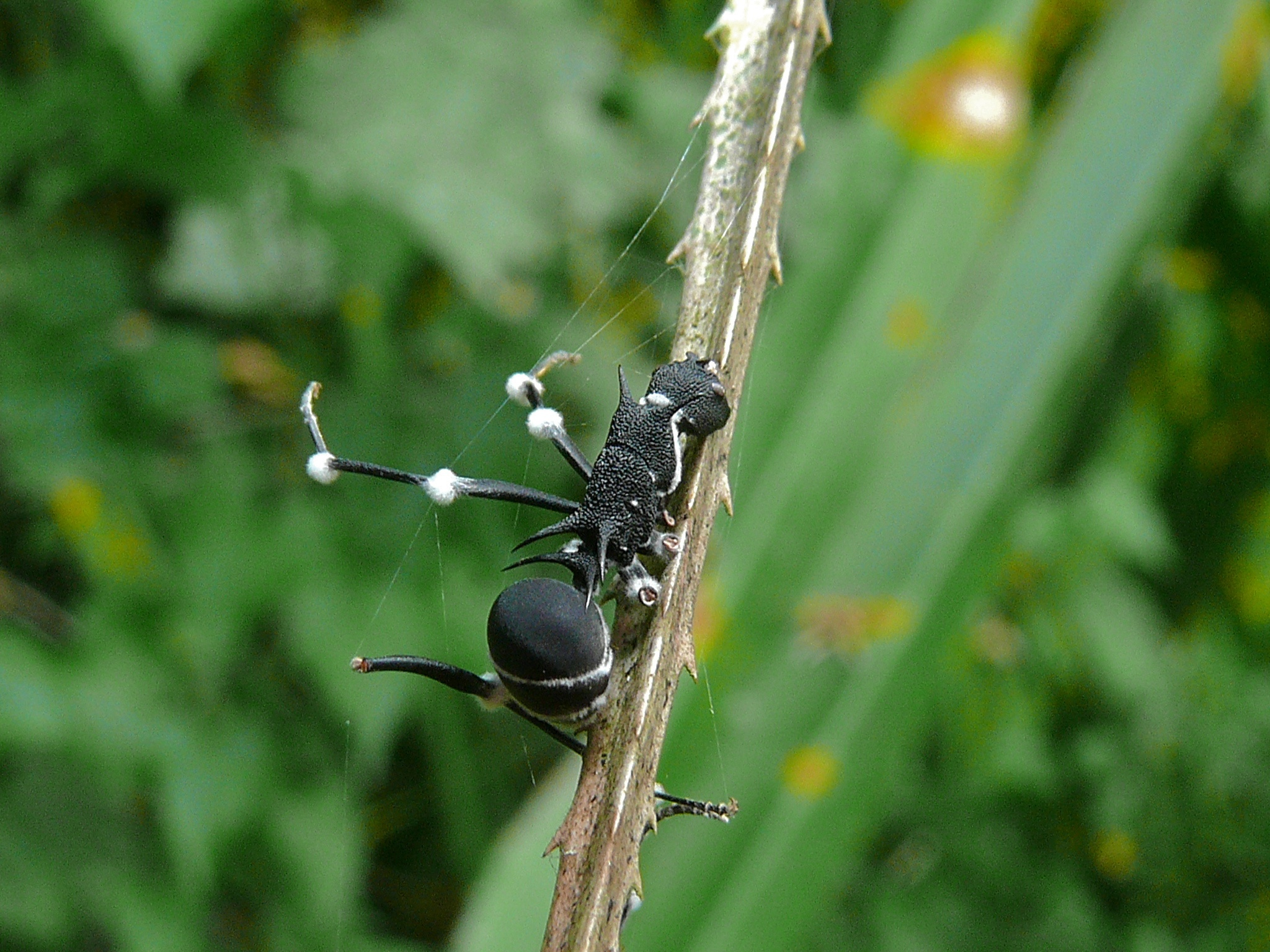
Polyrhachis armata infectée par un champignon (Parc National de Niah, Sarawak, Malaysie)

Cette espèce peut être parasitée par des champignons du genre Ophiocordyceps comme Ophiocordyceps formicarum, Ophiocordyceps irangiensis, Ophiocordyceps myrmecophila et Ophiocordyceps unilateralis ou encore Ophiocordyceps khaoyaiensis.

## Taxonomie
Cette espèce a été initialement décrite sous le basionyme Formica armata par Élie Jean François Le Guillou en 1842 sur la base d'une reine récoltée à Samboangon (Zamboanga) aux Philippines.
Elle a été transférée vers le genre Polyrhachis par l'entomologiste allemand Julius Roger en 1863,.
Cette espèce comporte deux sous espèces :
- Polyrhachis armata armata (Le Guillou, 1842)[3]
- Polyrhachis armata defensa Smith, F., 1857[10],[11],[12]

La distinction de la sous-espèce defensa est vraisemblablement basée sur la variation de la couleur du gaster qui est noir chez la sous-espèce nominale et brun rougeâtre chez defensa et certains auteurs soupçonnent fortement que le statut sub-spécifique de defensa n'est pas justifié.